# Ja-ba-ja
„ja-ba-ja” (jap. ジャーバージャ Jābāja) – pięćdziesiąty pierwszy singel japońskiego zespołu AKB48, wydany w Japonii 14 marca 2018 roku przez You! Be Cool.
Singel został wydany w jedenastu edycjach: pięciu regularnych i pięciu limitowanych (Type A, Type B, Type C, Type D, Type E) oraz „teatralnej” (CD). Osiągnął 1 pozycję w rankingu Oricon i pozostał na liście przez 22 tygodnie. Singel zdobył status płyty Milion.

## Lista utworów
Wszystkie utwory zostały napisane przez Yasushiego Akimoto.

### Type A
| CD | CD                                                                                | CD                       | CD                   | CD      |
| Nr | Tytuł utworu                                                                      | Kompozycja               | Aranżacja            | Długość |
| -- | --------------------------------------------------------------------------------- | ------------------------ | -------------------- | ------- |
| 1. | „ja-ba-ja” (jap. ジャーバージャ)                                                  | Akira Sunset, Naoki Endō | APAZZI               |         |
| 2. | „Pedal to sharin to kita michi to” (jap. ペダルと車輪と来た道と) (wyk. STU48)     | GRP                      | Yūichi "Masa" Nonaka |         |
| 3. | „Ai no moake” (jap. 愛の喪明け) (wyk. SKE48)                                      | Satori Shiraishi         | Satori Shiraishi     |         |
| 4. | „ja-ba-ja” (jap. ジャーバージャ) (off vocal ver.)                                 | Akira Sunset, Naoki Endō | APAZZI               |         |
| 5. | „Pedal to sharin to kita michi to” (jap. ペダルと車輪と来た道と) (off vocal ver.) | GRP                      | Yūichi "Masa" Nonaka |         |
| 6. | „Ai no moake” (jap. 愛の喪明け) (off vocal ver.)                                  | Satori Shiraishi         | Satori Shiraishi     |         |

| DVD | DVD                                                                            | DVD     |
| Nr  | Tytuł utworu                                                                   | Długość |
| --- | ------------------------------------------------------------------------------ | ------- |
| 1.  | „ja-ba-ja” (jap. ジャーバージャ) (Music Video)                                 |         |
| 2.  | „Pedal to sharin to kita michi to” (jap. ペダルと車輪と来た道と) (Music Video) |         |
| 3.  | „Ai no moake” (jap. 愛の喪明け) (Music Video)                                  |         |

### Type B
| CD | CD                                                                                | CD                              | CD                   | CD      |
| Nr | Tytuł utworu                                                                      | Kompozycja                      | Aranżacja            | Długość |
| -- | --------------------------------------------------------------------------------- | ------------------------------- | -------------------- | ------- |
| 1. | „ja-ba-ja” (jap. ジャーバージャ)                                                  | Akira Sunset, Naoki Endō        | APAZZI               |         |
| 2. | „Pedal to sharin to kita michi to” (jap. ペダルと車輪と来た道と) (wyk. STU48)     | GRP                             | Yūichi "Masa" Nonaka |         |
| 3. | „Heta o utsu” (jap. 下手を打つ) (wyk. NMB48)                                      | Jun'ya Maesako, Musashi Hayashi | Musashi Hayashi      |         |
| 4. | „ja-ba-ja” (jap. ジャーバージャ) (off vocal ver.)                                 | Akira Sunset, Naoki Endō        | APAZZI               |         |
| 5. | „Pedal to sharin to kita michi to” (jap. ペダルと車輪と来た道と) (off vocal ver.) | GRP                             | Yūichi "Masa" Nonaka |         |
| 6. | „Heta o utsu” (jap. 下手を打つ) (off vocal ver.)                                  | Jun'ya Maesako, Musashi Hayashi | Musashi Hayashi      |         |

| DVD | DVD                                                                            | DVD     |
| Nr  | Tytuł utworu                                                                   | Długość |
| --- | ------------------------------------------------------------------------------ | ------- |
| 1.  | „ja-ba-ja” (jap. ジャーバージャ) (Music Video)                                 |         |
| 2.  | „Pedal to sharin to kita michi to” (jap. ペダルと車輪と来た道と) (Music Video) |         |
| 3.  | „Heta o utsu” (jap. 下手を打つ) (Music Video)                                  |         |

### Type C
| CD | CD                                                                                | CD                       | CD                   | CD      |
| Nr | Tytuł utworu                                                                      | Kompozycja               | Aranżacja            | Długość |
| -- | --------------------------------------------------------------------------------- | ------------------------ | -------------------- | ------- |
| 1. | „ja-ba-ja” (jap. ジャーバージャ)                                                  | Akira Sunset, Naoki Endō | APAZZI               |         |
| 2. | „Pedal to sharin to kita michi to” (jap. ペダルと車輪と来た道と) (wyk. STU48)     | GRP                      | Yūichi "Masa" Nonaka |         |
| 3. | „Buttaoreru made” (jap. ぶっ倒れるまで) (wyk. HKT48)                              | Bugbear                  | Yūichi "Masa" Nonaka |         |
| 4. | „ja-ba-ja” (jap. ジャーバージャ) (off vocal ver.)                                 | Akira Sunset, Naoki Endō | APAZZI               |         |
| 5. | „Pedal to sharin to kita michi to” (jap. ペダルと車輪と来た道と) (off vocal ver.) | GRP                      | Yūichi "Masa" Nonaka |         |
| 6. | „Buttaoreru made” (jap. ぶっ倒れるまで) (off vocal ver.)                          | Bugbear                  | Yūichi "Masa" Nonaka |         |

| DVD | DVD                                                                            | DVD     |
| Nr  | Tytuł utworu                                                                   | Długość |
| --- | ------------------------------------------------------------------------------ | ------- |
| 1.  | „ja-ba-ja” (jap. ジャーバージャ) (Music Video)                                 |         |
| 2.  | „Pedal to sharin to kita michi to” (jap. ペダルと車輪と来た道と) (Music Video) |         |
| 3.  | „Buttaoreru made” (jap. ぶっ倒れるまで) (Music Video)                          |         |

### Type D
| CD | CD                                                             | CD                       | CD               | CD      |
| Nr | Tytuł utworu                                                   | Kompozycja               | Aranżacja        | Długość |
| -- | -------------------------------------------------------------- | ------------------------ | ---------------- | ------- |
| 1. | „ja-ba-ja” (jap. ジャーバージャ)                               | Akira Sunset, Naoki Endō | APAZZI           |         |
| 2. | „Position” (wyk. AKB48 Wakate Senbatsu)                        | Kohei Aoki               | Kohei Aoki       |         |
| 3. | „Tomodachi de imashō” (jap. 友達でいましょう) (wyk. NGT48)     | Kazuya Izumi, Itoh↗kun.  | Akiyuki Tateyama |         |
| 4. | „ja-ba-ja” (jap. ジャーバージャ) (off vocal ver.)              | Akira Sunset, Naoki Endō | APAZZI           |         |
| 5. | „Position” (off vocal ver.)                                    | Kohei Aoki               | Kohei Aoki       |         |
| 6. | „Tomodachi de imashō” (jap. 友達でいましょう) (off vocal ver.) | Kazuya Izumi, Itoh↗kun.  | Akiyuki Tateyama |         |

| DVD | DVD                                                         | DVD     |
| Nr  | Tytuł utworu                                                | Długość |
| --- | ----------------------------------------------------------- | ------- |
| 1.  | „ja-ba-ja” (jap. ジャーバージャ) (Music Video)              |         |
| 2.  | „Position” (Music Video)                                    |         |
| 3.  | „Tomodachi de imashō” (jap. 友達でいましょう) (Music Video) |         |

### Type E
| CD | CD                                                              | CD                       | CD         | CD      |
| Nr | Tytuł utworu                                                    | Kompozycja               | Aranżacja  | Długość |
| -- | --------------------------------------------------------------- | ------------------------ | ---------- | ------- |
| 1. | „ja-ba-ja” (jap. ジャーバージャ)                                | Akira Sunset, Naoki Endō | APAZZI     |         |
| 2. | „Position” (wyk. AKB48 Wakate Senbatsu)                         | Kohei Aoki               | Kohei Aoki |         |
| 3. | „Kokkyō no nai jidai” (jap. 国境のない時代) (wyk. SakamichiAKB) | Yo-Hey                   | Yo-Hey     |         |
| 4. | „ja-ba-ja” (jap. ジャーバージャ) (off vocal ver.)               | Akira Sunset, Naoki Endō | APAZZI     |         |
| 5. | „Position” (off vocal ver.)                                     | Kohei Aoki               | Kohei Aoki |         |
| 6. | „Kokkyō no nai jidai” (jap. 国境のない時代) (off vocal ver.)    | Yo-Hey                   | Yo-Hey     |         |

| DVD | DVD                                                       | DVD     |
| Nr  | Tytuł utworu                                              | Długość |
| --- | --------------------------------------------------------- | ------- |
| 1.  | „ja-ba-ja” (jap. ジャーバージャ) (Music Video)            |         |
| 2.  | „Position” (Music Video)                                  |         |
| 3.  | „Kokkyō no nai jidai” (jap. 国境のない時代) (Music Video) |         |

### Wer. teatralna
| CD | CD                                                                                | CD                       | CD                   | CD      |
| Nr | Tytuł utworu                                                                      | Kompozycja               | Aranżacja            | Długość |
| -- | --------------------------------------------------------------------------------- | ------------------------ | -------------------- | ------- |
| 1. | „ja-ba-ja” (jap. ジャーバージャ)                                                  | Akira Sunset, Naoki Endō | APAZZI               |         |
| 2. | „Pedal to sharin to kita michi to” (jap. ペダルと車輪と来た道と) (wyk. STU48)     | GRP                      | Yūichi "Masa" Nonaka |         |
| 3. | „Tomodachi ga dekita” (jap. 友達ができた) (wyk. Macharin to Nakamatachi.)         | Akihito Tanaka           | APAZZI               |         |
| 4. | „ja-ba-ja” (jap. ジャーバージャ) (off vocal ver.)                                 | Akira Sunset, Naoki Endō | APAZZI               |         |
| 5. | „Pedal to sharin to kita michi to” (jap. ペダルと車輪と来た道と) (off vocal ver.) | GRP                      | Yūichi "Masa" Nonaka |         |
| 6. | „Tomodachi ga dekita” (jap. 友達ができた) (off vocal ver.)                        | Akihito Tanaka           | APAZZI               |         |

## Skład zespołu
| „ja-ba-ja” |
| --- |
| - AKB48 Team A: Anna Iriyama, Yui Yokoyama - AKB48 Team K: Mion Mukaichi - AKB48 Team B: Rena Katō, Ma Chia-ling - AKB48 Team B / NGT48 Team NIII: Yuki Kashiwagi - AKB48 Team 4: Mako Kojima, Haruka Komiyama, Juri Takahashi, Yuiri Murayama - AKB48 Team 4 / STU48: Nana Okada (środek) - AKB48 Team 8: Rin Okabe, Yui Oguri, Narumi Kuranoo - SKE48 Team S: Jurina Matsui - SKE48 Team KII: Yuna Obata - SKE48 Team E: Akari Suda - NMB48 Team N: Sayaka Yamamoto - NMB48 Team M / AKB48 Team A: Miru Shiroma - NMB48 Team BII: Yūri Ōta - HKT48 Team H: Rino Sashihara, Miku Tanaka - HKT48 Team KIV / AKB48 Team A: Sakura Miyawaki - HKT48 Team TII: Hana Matsuoka - NGT48 Team NIII: Yuka Ogino, Rika Nakai - STU48: Yumiko Takino |

| „Pedal to sharin to kita michi to” |
| --- |
| - STU48: Chiho Ishida, Minami Ishida, Kanon Isogai, Ayumi Ichioka, Mitsuki Imamura, Hina Iwata, Miyuna Kadowaki, Haruka Sano, Yumiko Takino (środek), Kōko Tanaka, Yuri Torobu, Akari Fukuda, Azusa Fujiwara, Kaho Mori, Fū Yabushita - AKB48 Team 4 / STU48: Nana Okada |

| „Ai no moake” |
| --- |
| - SKE48 Team S: Jurina Matsui (środek) - SKE48 Team S / AKB48 Team 4: Ryōha Kitagawa - SKE48 Team KII: Yuna Egō, Mina Ōba, Yuna Obata, Ruka Kitano, Sarina Sōda, Akane Takayanagi, Saki Takeuchi, Yuzuki Hidaka, Nao Furuhata - SKE48 Team E: Natsuki Kamata, Haruka Kumazaki, Oka Suenaga, Maya Sugawara, Akari Suda |

| „Heta o utsu” |
| --- |
| - NMB48 Team N: Karin Kojima, Airi Tanigawa, Mao Mita, Ayaka Yamamoto, Sayaka Yamamoto - NMB48 Team M: Momoka Iwata, Yūka Katō, Momone Yasuda, Akari Yoshida - NMB48 Team M / AKB48 Team A: Miru Shiroma - NMB48 Team M / AKB48 Team 4: Nagisa Shibuya - NMB48 Team BII: Azusa Uemura, Ayaka Okita, Eriko Jō (środek), Rei Jōnishi, Sae Murase |

| „Buttaoreru made” |
| --- |
| - HKT48 Team H: Yui Kojina, Hiroka Komada, Rino Sashihara (środek), Meru Tashima, Miku Tanaka, Aki Toyonaga, Natsumi Matsuoka - HKT48 Team H / AKB48 Team B: Nako Yabuki - HKT48 Team KIV: Shino Iwahana, Asuka Tomiyoshi, Aoi Motomura, Madoka Moriyasu - HKT48 Team KIV / AKB48 Team A: Sakura Miyawaki (środek) - HKT48 Team KIV / AKB48 Team 4: Mio Tomonaga - HKT48 Team TII: Hana Matsuoka, Vivian Murakawa |

| „Tomodachi de imashō” |
| --- |
| - NGT48 Team NIII: Yuka Ogino, Tsugumi Oguma, Minami Katō, Rie Kitahara, Anju Satō, Riko Sugahara, Moeka Takakura (środek), Ayaka Tano, Rika Nakai, Marina Nishigata, Rena Hasegawa, Hinata Honma, Fuka Murakumo, Maho Yamaguchi, Noe Yamada - AKB48 Team B / NGT48 Team NIII: Yuki Kashiwagi |

| „Kokkyō no nai jidai” |
| --- |
| - AKB48 Team K: Mion Mukaichi - AKB48 Team 4 / STU48: Nana Okada - AKB48 Team 8: Rin Okabe, Yui Oguri - SKE48 Team S: Jurina Matsui - HKT48 Team KIV / AKB48 Team A: Sakura Miyawaki - Nogizaka46 1. gen: Asuka Saitō - Nogizaka46 2. gen: Miona Hori - Nogizaka46 3. gen: Momoko Ozono, Shiori Kubo, Mizuki Yamashita, Yūki Yoda - Kanji Keyakizaka46: Yui Imaizumi, Yui Kobayashi, Yūka Sugai, Neru Nagahama (środek), Risa Watanabe - Hiragana Keyakizaka46: Shiho Katō |

| „Tomodachi ga dekita” |
| --- |
| - AKB48 Team A: Yui Hiwatashi - AKB48 Team K: Satone Kubo - AKB48 Team B: Rei Nishikawa, Ma Chia-ling (środek), Ayu Yamabe - AKB48 Team 4: Chiba Erii - TPE48: Chen Shihya, Chen Shihyuan, Kuo Shinyu, Lin Jie, Chiu Pinhan, Chang Yulin |

## Notowania
| Lista                             | Pozycja |
| --------------------------------- | ------- |
| Oricon Weekly Singles Chart       | 1       |
| Oricon Yearly Singles Chart       | 6       |
| Billboard Japan Hot 100           | 1       |
| Billboard Japan Hot Singles Sales | 1       |

## Sprzedaż
| Dane wg         | Sprzedaż   |
| --------------- | ---------- |
| Oricon          | 1 172 399  |
| Billboard Japan | 1 260 919+ |